# Adolf Kessel

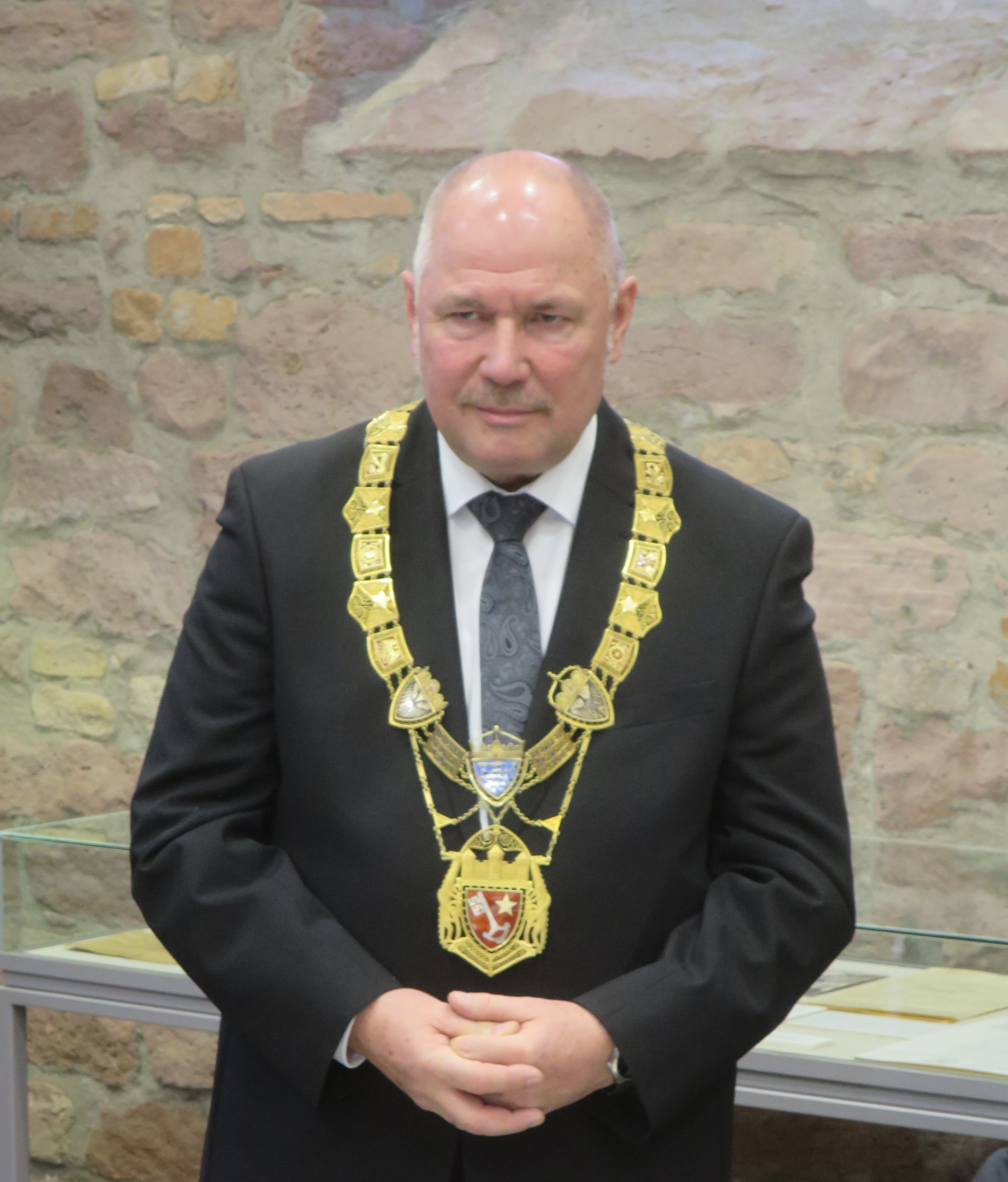
Adolf Kessel, 2023

Adolf Kessel (* 30. November 1957 in Rheindürkheim, Worms) ist ein deutscher Politiker (CDU). Er war von 2009 bis 2019 Mitglied des rheinland-pfälzischen Landtags und ist seitdem Oberbürgermeister der Stadt Worms.

## Werdegang
Kessel absolvierte nach der Realschule eine Ausbildung bei der Polizei und war dann bis 1990 bei der Polizeiinspektion Worms tätig. Danach besuchte er die Fachoberschule Polizei in Wittlich und die Fachhochschule für öffentliche Verwaltung Fachbereich Polizei in Koblenz. Von 1994 bis 2009 war Kessel beim Landeskriminalamt Rheinland-Pfalz.
Er trat 1988 der CDU bei. 1994 wurde er Vorsitzender des CDU-Ortsverbands Rheindürkheim, 2006 stellvertretender Vorsitzender des CDU-Kreisverbands Worms und 2013 Vorsitzender des Kreisverbandes. 1999 wurde er zum Ortsvorsteher in Worms-Rheindürkheim und in den Wormser Stadtrat gewählt, wo er 2006 stellvertretender Fraktionssprecher wurde. 2009 rückte Kessel für Jeannette Wopperer, die zur Regionaldirektorin des Verbands Region Stuttgart gewählt wurde, als Abgeordneter im Wahlkreis 32 (Worms) in den Landtag Rheinland-Pfalz nach. Kessel war Arbeitskreissprecher der CDU-Landtagsfraktion für Soziales und Arbeit, Beauftragter für Integration sowie Mitglied im Ausschuss für Soziales und Arbeit und im Ausschuss für Gesellschaft, Integration und Verbraucherschutz.
Am 2. März 2013 wurde Adolf Kessel zum Landesvorsitzenden der CDA Rheinland-Pfalz gewählt.
Für die CDU kandidierte er 2018 bei der Oberbürgermeisterwahl in Worms. Im ersten Wahlgang am 4. November erhielt Kessel 30,7 Prozent der Stimmen und trat somit als Erstplatzierter in der Stichwahl gegen den bisherigen Amtsinhaber Michael Kissel (SPD) an, der 21,9 Prozent der Stimmen erhielt. Bei der Stichwahl am 18. November erhielt er laut vorläufigem Endergebnis 73,1 Prozent der abgegebenen Stimmen und löste Kissel somit am 1. Juli 2019 als Oberbürgermeister ab. Mit gleichem Datum schied Kessel aus dem Landtag aus. Seine Nachrückerin im Landtag war Stephanie Lohr.